# العلاقات البوتانية الميكرونيسية
العلاقات البوتانية الميكرونيسية هي العلاقات الثنائية التي تجمع بين بوتان وولايات ميكرونيسيا المتحدة.

## مقارنة بين البلدين
هذه مقارنة عامة ومرجعية للدولتين:
| وجه المقارنة                                              | بوتان          | ولايات ميكرونيسيا المتحدة |
| --------------------------------------------------------- | -------------- | ------------------------- |
| المساحة (كم2)                                             | 38.39 ألف      | 702                       |
| عدد السكان (نسمة)                                         | 807.61 ألف     | 105.54 ألف                |
| الكثافة السكانية (ن./كم²)                                 | 21.04          | 15.03 ألف                 |
| العاصمة                                                   | تيمفو          | باليكير                   |
| اللغة الرسمية                                             | لغة دزونكا     | لغة إنجليزية              |
| العملة                                                    | نغولترم بوتاني | دولار أمريكي              |
| الناتج المحلي الإجمالي (بليون دولار)                      | 2.51 مليار     | 336.43 مليون              |
| الناتج المحلي الإجمالي (تعادل القوة الشرائية) بليون دولار | 6.49 مليار     | 365.27 مليون              |
| الناتج المحلي الإجمالي الاسمي للفرد دولار أمريكي          | 2.66 ألف       | 3.02 ألف                  |
| الناتج المحلي الإجمالي للفرد دولار أمريكي                 | 7.82 ألف       |                           |
| مؤشر التنمية البشرية                                      | 0.605          | 0.640                     |
| رمز المكالمات الدولي                                      | +975           | +691                      |
| رمز الإنترنت                                              | .bt            | .fm                       |
| المنطقة الزمنية                                           | ت ع م+06:00    |                           |

## منظمات دولية مشتركة
يشترك البلدان في عضوية مجموعة من المنظمات الدولية، منها:
| علم المنظمة | اسم المنظمة                        | تاريخ انضمام بوتان | تاريخ انضمام ولايات ميكرونيسيا المتحدة |
| ----------- | ---------------------------------- | ------------------ | -------------------------------------- |
|             | بنك التنمية الآسيوي                | 1982               | 1990                                   |
|             | مؤسسة التنمية الدولية              | 28 سبتمبر 1981     | 24 يونيو 1993                          |
|             | يونسكو                             | 13 أبريل 1982      | 19 أكتوبر 1999                         |
|             | وكالة ضمان الاستثمار متعدد الأطراف | 21 أكتوبر 2014     | 11 أغسطس 1993                          |
|             | الأمم المتحدة                      | 21 سبتمبر 1971     | 17 سبتمبر 1991                         |
|             | البنك الدولي للإنشاء والتعمير      | 28 سبتمبر 1981     | 24 يونيو 1993                          |
|             | الاتحاد الدولي للاتصالات           | 15 سبتمبر 1988     | 18 مارس 1993                           |
|             | منظمة حظر الأسلحة الكيميائية       | ?                  | ?                                      |
|             | مؤسسة التمويل الدولية              | 1 ديسمبر 2003      | 24 يونيو 1993                          |

## وصلات خارجية
- موقع وزارة الخارجية البوتانية